# Дифференциальная геометрия
Дифференциа́льная геоме́трия — раздел математики, изучающий гладкие многообразия, обычно с дополнительными структурами.
Они находят множество применений в физике, особенно в общей теории относительности.
Основные подразделы дифференциальной геометрии:
- дифференциальная геометрия кривых,
- дифференциальная геометрия поверхностей,
- дифференциальная геометрия многообразий фигур,
- риманова геометрия,
- псевдориманова геометрия,
- комплексная геометрия[англ.],
- симплектическая геометрия,
- теория поверхностей,
- финслерова геометрия.

Часто дифференциальная геометрия рассматривается как неделимый раздел вместе с дифференциальной топологией.
Различиями между этими разделами могут быть наличие или отсутствие дополнительных структур на гладком многообразии, но может быть также наличие или отсутствие локальных инвариантов:
в дифференциальной топологии рассматриваются такие структуры на многообразиях, что у любой пары точек можно найти одинаковые окрестности, тогда как в дифференциальной геометрии, вообще говоря, могут присутствовать локальные инварианты (такие как кривизна), которые могут различаться в точках.
Например, симплектическая структура таких инвариантов не имеет, и, наряду с симплектической геометрией, рассматривается «симплектическая топология».
Математическая предметная классификация выделяет для дифференциальной геометрии раздел верхнего уровня 53, а дифференциальную топологию относит в качестве блока второго уровня 57Rxx в разделе «Многообразия и клеточные комплексы».

## История
Дифференциальная геометрия возникла и развивалась в тесной связи с математическим анализом, который сам в значительной степени вырос из задач геометрии. Многие геометрические понятия предшествовали соответствующим понятиям анализа. Так, например, понятие касательной предшествовало понятию производной, понятие площади и объёма — понятию интеграла.
Возникновение дифференциальной геометрии относится к XVIII веку и связано с именами Эйлера и Монжа.
Первое сводное сочинение по теории поверхностей написано Монжем («Приложение анализа к геометрии», 1795).
В 1827 году Гаусс опубликовал работу «Общее исследование о кривых поверхностях», в которой заложил основы теории поверхностей в её современном виде. С тех пор дифференциальная геометрия перестала быть только приложением анализа и заняла самостоятельное место в математике.
Огромную роль в развитии всей геометрии, в том числе и дифференциальной геометрии, сыграло открытие неевклидовой геометрии.
Риман в своей лекции «О гипотезах, лежащих в основаниях геометрии» (1854) заложил основы римановой геометрии, наиболее развитой части современной дифференциальной геометрии.
Теоретико-групповая точка зрения Клейна, изложенная в его «Эрлангенской программе» (1872), то есть: геометрия — учение об инвариантах групп преобразований, в применении к дифференциальной геометрии была развита Картаном, который построил теорию пространств проективной связности и аффинной связности.
Дифференциальная топология является гораздо более молодым разделом математики: он начал развиваться только в начале XX века.